# Militärflugplatz Świdwin

i7
i11
i13
Die 21. Baza Lotnictwa Taktycznego (auf Deutsch: 21. Taktischer Luftstützpunkt) ist ein Militärflugplatz der polnischen Luftstreitkräfte (Siły Powietrzne Rzeczypospolitej Polskiej). Die Basis liegt in der Woiwodschaft Westpommern im Powiat Świdwiński (Landkreis Schivelbein) etwa fünf Kilometer nordöstlich des Zentrums von Świdwin/Schivelbein.

## Geschichte
Zu deutscher Zeit entstand zwischen Simmatzig (heute Smardzko) und Nemmin (heute Niemierzyno) der Hilfslandeplatz Nemmin auf der Nachtflugstrecke Berlin – Königsberg.
Nach 1945 wurde dieser zu Beginn des Kalten Kriegs Anfang der 1950er Jahre zu einem großen Militärflugplatz ausgebaut. Der erste und langjährige Nutzer war zwischen 1951 und 1971 das 40. Kampfflugzeug-Regiment, 40 Pułk Lotnictwa Myśliwsko-Bombowego, das mit MiG-15 und später MiG-17 und MiG-21 ausgerüstet war. Die Bezeichnung des Verbandes wurde 1971 und 1982 zweimal leicht geändert. Zu Beginn des 21. Jahrhunderts entstand aus das Regiment die 40. taktische Fliegerstaffel, die mit der Su-22M4 ausgerüstete 40. Eskadra Lotnictwa Taktycznego. Im Jahr 2007 verlegte mit der zuvor auf der 12. Basis in Mirosławiec stationierten 8. Staffel ein zweiter Su-22-Verband nach Świdwin.

## Heutige Nutzung
Die Basis beherbergte im Jahr 2019:
- 1. Taktisches Fliegergeschwader (1. Skrzydło Lotnictwa Taktycznego), bestehend aus der fliegenden Gruppe mit der 8. und 40. Eskadra Lotnictwa Taktycznego (8 und 40 ELT), zwei taktischen Fliegerstaffeln, seit 2000/2007 ausgerüstet mit Su-22M4/UM3K-Jagdbombern. Zum Geschwader gehören noch die Technische und die Unterstützungsgruppe.
- 1. Grupa Poszukiwawczo-Ratownicza (1.gpr), PZL W-3 Sokół, eine Gruppe Combat-Search-and-Rescue-Helikopter. Sie untersteht dem 3. Lufttransport-Geschwader in Powidz.